# Павлос Корреа
Павлос Корреа (грец. Παύλος Κορρέα; нар. 14 липня 1998, Пафос, Кіпр) — кіпрський футболіст, центральний захисник клубу «Анортосіс».

## Клубна кар'єра
Павлос Корреа є вихованцем клубу «Анортосіс». З 2014 року він грав у молодіжній команді клубу. З 2017 року футболіста почали залучати до тренувань та згодом жо матчів у першій команді.
Влітку 2018 року Корреа відправився в оренду у клуб «Аріс» з Лімасола. Де він провів сезон і зіграв у 16 — ти матчах. На початку 2020 року футболіст знову був відданий в оренду до кінця сезону — у клуб «Етнікос» Ахна. Влітку того року Павлос повернувся до «Анортосіса» і підписав з клубом контракт до 2023 року.

## Збірна
В період з 2018 по 2019 роки Павлос Корреа був гравцем молодіжної збірної Кіпру.

## Досягнення
Анортосіс
 Переможець Кубка Кіпру: 2020/21